# ظهير الدين الروذراوري
ظهير الدين أبو شجاع محمد بن الحسين بن محمد بن عبد الله بن إبراهيم الروذراوري (437 هـ/1045-1046م - 15 جمادى الآخرة 488هـ/22 مايو 1096م) هو كاتب وشاعر من الأهواز عاش في القرن الخامس الهجري.

## سيرته
ولِدَ محمد بن الحسين بن محمد في سنة 437هـ في الأهواز، وتعود أصوله إلى مدينة روذراور الفارسيَّة. تتلمذ ظهير الدين على أبي إسحاق الشيرازي، وتقرَّب من الخليفة المقتدي، حتى عينه المقتدي وزيراً في 476هـ، وظلَّ في منصبه إلى أن عُزِل من الوزارة ونُفِي إلى روذراور في سنة 484هـ، وفي 487هـ سافر ظهير الدين إلى مكة للحج، وتُوفِّي في المدينة المنورة في منتصف شهر جمادى الآخرة من سنة 488هـ.

## مؤلفاته
تُنسَب إليه المؤلفات التالية:
- «ذيل على كتاب تجارب الأمم» (ملحق أو حاشية على كتاب «تجارب الأمم» من تأليف مسكويه)

## وصلات خارجية
- أبو شجاع الروذراوري، كتب من تأليف الروذراوري على ويكي مصدر.
- «ذيل على كتاب تجارب الأمم» على ويكي مصدر (مطبوع)